# Dependencia sexual
Dependencia sexual és una pel·lícula dramàtica boliviana dirigida per Rodrigo Bellot. És definida pel seu director com «la primera pel·lícula digital boliviana».
La pel·lícula va ser estrenada en 2003 i va ser la representant de Bolívia en les nominacions als premis Oscar de 2003.

## Argument
Cinc joves entre l'adolescència i l'edat adulta -una noia pobre, un jove ric, un estudiant, un model- descobreixen la seva sexualitat contant històries independents l'una de l'altra. Cada història gira entorn d'un tema diferent, tractant temes des de feminitat i masclisme fins a homosexualitat i la violació.

## Repartiment
- Alexandra Aponte : Jessica
- Roberto Urbina : Sebastian
- Jorge Antonio Saavedra : Choco
- Ronica V. Reddick : Adinah
- Matthew Guida : Tyler
- Matt Cavenaugh : Sean

## Premis i nominacions
- Premi FIPRESCI, Festival Internacional de Cinema de Locarno (Guanyador)
- Pardo d'Oro, Festival de Cinema Internacional de Locarno (Nominada)
- Millor pel·lícula, Festival de Cinema de Bogotà (Nominada)